# Droga wojewódzka 453
Die Droga wojewódzka 453 (DW 453) ist eine sechs Kilometer lange Droga wojewódzka (Woiwodschaftsstraße) in der polnischen Woiwodschaft Niederschlesien, die den Bahnhof Sołtysowice in Wrocław mit der Droga krajowa 5 verbindet. Die Strecke liegt in der kreisfreien Stadt Wrocław.

## Streckenverlauf
Woiwodschaft Niederschlesien, Kreisfreie Stadt Wrocław
-  Wrocław (Breslau): Stadtteil Sołtysowice (Schottwitz) (A 4, A 8, S 5, S 8, DK 5, DK 35, DK 94, DK 98, DW 320, DW 322, DW 327, DW 336, DW 337, DW 342, DW 347, DW 349, DW 356, DW 359, DW 362, DW 395, DW 452, DW 455)